# 飛箭 (1995年)
飛箭（日语：ウイングアロー），是日本純種競賽馬匹 。生涯於泥地表現優秀，勝出多項泥地賽事，包含一級賽二月錦標和日本盃泥地大賽，於泥地賽事只有兩場跌出五名開外。

## 出賽前
1995年3月25日於北海道靜內町（今新日高町）藤原牧場出生，並於同一地方成長。
其後，於成長後交由栗東訓練中心練馬師工藤嘉見進行訓練。

## 競賽生涯

### 4歲（現3歲）
1998年1月10日，在於京都競馬場夥拍騎師菊澤隆仁出戰4歲新馬賽事，獲得第三。其後再次出戰一場4歲新馬，獲得第二。
2月18日，於地方賽場名古屋競馬場出戰名古屋挑戰，以7馬位優勢獲得第一場勝利。
其後，飛箭出戰中京競馬場舉行之獎金條件賽沈丁花賞，以第五落敗。後於4月11日於阪神競馬場之4歲500萬獎金以下奪得冠軍。
其後出自兩場公開賽均落敗而回，終於於6月14日在東京競馬場举行的菖蒲錦標獲勝。
7月1日，獲安排參加地方三級賽名古屋優駿，以1 1/2馬位輕鬆獲勝，奪得生涯第一個分級賽冠軍。
之後連續出戰地方三級賽北斗七星盃及三級賽麒麟錦標，均以拋離亞軍的狀態下輕鬆奪冠。10月30日更於地方二級賽，泥地三冠第二關超級泥地打吡以2 1/2馬位拋離亞軍Nanayo Warrior，而無敵姿態獲得泥地賽事五連勝，分級賽四連勝。此五戰飛箭亦跑出驚人末腳，顯示自己於泥地賽場上的統治力。
陣營確定飛箭優秀的泥地水準後，決定安排其出戰11月23日於盛岡競馬場舉行的打吡大獎賽，以日本賽馬史上第一匹泥地三冠馬爲目標。然而比賽當日因暴雪宣佈延遲，12月14日於水澤競馬場再次舉行。可惜於比賽中，敗給第三人氣之Narita Homare，無緣冠軍及三冠王。
因爲其於泥地賽事的優秀表現，以61票當選最佳泥地馬。

### 5歲（現4歲）
1999年進入5歲生涯，因未能將關節問題解決，因而只獲安排出戰三級賽子犬座錦標、地方一級賽一哩冠軍南部盃、公開賽黃玉錦標、二級賽東海電視冬季錦標及地方二級賽浦和紀念五場賽事，雖然未能獲勝，但亦跑出兩亞三季的優秀戰績。

### 6歲（現5歲）
2000年年初，出戰平安錦標，未能發揮實力，以第五名完賽。
隨後於2月20日之二月錦標，夥拍法國籍騎師柏兆雷出戰。比賽中，一直留後，於最後直路發揮600米35.9秒驚人末腳超越強敵（當年一哩冠軍南部盃冠軍）金皇冠，奪得首個一級賽冠軍。此次勝利，不但爲騎師柏兆雷帶來第一個日本一級賽冠軍，亦爲預計2月尾退休之練馬師工藤嘉見送上最好的告別。
3月，騎師時期曾隸屬工藤馬房，亦曾多次乘騎飛箭出賽的南井克巳宣佈開倉，承接以往工藤馬房的業務，因此飛箭被轉移至同屬栗東訓練中心的南井馬房。
休養過後，出自6月之帝王賞，得第五。之後再出戰育馬者金盃及一哩冠軍南部盃，得一冠一亞。
11月25日，以第四人氣出戰第一屆日本盃泥地大賽，騎師爲岡部幸雄。賽事前段，飛箭主要停留中團位置，無視前方領放馬的快步速。直至最終彎道，騎師岡部幸雄指揮飛箭加速，以第三名進入直路，其後繼續加速，最終以3 1/2馬位拋離第二名大勝。此場比賽，不但再一次顯示飛箭的加速力，亦令其成爲日本盃泥地大賽的第一位盟主。
因年內兩勝泥地一級賽事，以294票再次被評選爲最佳泥地馬。

### 6歲[a]
進入2001年的飛箭再次出戰二月錦標，期望可以二連霸。可惜比賽中留得太後，出彎後即使發力跑出全場第二快末腳（全場最快爲第五名的金皇冠）也未能追趕前方之真善美，飲恨敗走。
隨後再次出戰育馬者金盃，成功連霸。但之後第三次挑戰一哩冠軍南部盃再次失敗，獲得第五。
11月24日，出戰日本盃泥地大賽，只可惜和二月錦標一樣留得太後，未能於最後直路追贏僅第二次出自泥地賽事的大洋船，再次獲得第二。
11月29日，出戰東京大賞典，以第十大敗完賽，爲其生涯首次於泥地賽事未能入板。

### 7歲
2002年，年屆7歲，已成爲老將的飛箭第三次出戰二月錦標，但因歲數原因，始終未能發揮實力，最終以第九完賽。
二月錦標後，陣營因考慮飛箭歲數過大以及最後兩場比賽的表現，決定安排其退役。

### 詳細賽績
| 日期       | 舉辦國家 | 馬場   | 距離   | 級別     | 賽事名稱         | 負重 | 騎師     | 馬號 | 出馬 | 名次 | 時間   | 頭馬（二馬）          |
| ---------- | -------- | ------ | ------ | -------- | ---------------- | ---- | -------- | ---- | ---- | ---- | ------ | --------------------- |
| 10/1/1998  | 日本     | 京都   | 泥1200 |          | 4歲新馬          | 55   | 菊澤隆仁 | 9    | 16   | 3    | 1:12.6 | K.S.Good One          |
| 24/1/1998  | 日本     | 京都   | 泥1800 |          | 4歲新馬          | 55   | 菊澤隆仁 | 7    | 12   | 2    | 1:54.7 | Dancing Cheers        |
| 18/2/1998  | 日本     | 名古屋 | 泥1400 |          | 名古屋挑戰盃     | 54   | 菊澤隆仁 | 7    | 12   | 1    | 1:30.1 | （Mascot Daughter）   |
| 7/3/1998   | 日本     | 中京   | 泥1700 |          | 沈丁花賞         | 55   | 菊澤隆仁 | 9    | 16   | 5    | 1:47.4 | Toyo Maison           |
| 11/4/1998  | 日本     | 阪神   | 泥1800 |          | 4歲500萬獎金以下 | 55   | 南井克巳 | 1    | 10   | 1    | 1:53.0 | （Shirokita Roubles） |
| 3/5/1998   | 日本     | 京都   | 泥1800 | OP       | 端午錦標         | 55   | 南井克巳 | 11   | 15   | 3    | 1:51.2 | King of J.            |
| 16/5/1998  | 日本     | 東京   | 草2200 | OP       | 首長錦標         | 56   | 南井克巳 | 8    | 16   | 13   | 2:15.3 | 大樹鞍馬              |
| 14/6/1998  | 日本     | 東京   | 泥1600 | OP       | 菖蒲錦標         | 55   | 南井克巳 | 4    | 15   | 1    | 1:36.0 | （Robano Panya）      |
| 1/7/1998   | 日本     | 名古屋 | 泥1900 | 地方GIII | 名古屋優駿       | 55   | 南井克巳 | 12   | 12   | 1    | 2:01.7 | （Shine Point）       |
| 22/7/1998  | 日本     | 旭川   | 泥1600 | 地方GIII | 北斗七星盃       | 55   | 南井克巳 | 5    | 14   | 1    | 1:39.4 | （Tosho Connan）      |
| 3/10/1998  | 日本     | 中山   | 泥1800 | GIII     | 麒麟錦標         | 56   | 南井克巳 | 5    | 11   | 1    | 1:52.0 | （Robano Panya）      |
| 30/10/1998 | 日本     | 大井   | 泥2000 | 地方GII  | 超級泥地打吡     | 57   | 南井克巳 | 7    | 11   | 1    | 2:05.1 | （Nanayo Warrior）    |
| 13/12/1998 | 日本     | 水澤   | 泥2000 | 地方GI   | 打吡大獎賽       | 56   | 武豐     | 5    | 10   | 2    | 2:07.9 | Narita Homare         |
| 17/4/1999  | 日本     | 阪神   | 泥1400 | GIII     | 子犬座錦標       | 57   | 菊澤隆仁 | 12   | 16   | 3    | 1:23.8 | Tayasu K.Point        |
| 11/10/1999 | 日本     | 盛岡   | 泥1600 | 地方GI   | 一哩冠軍南部盃   | 56   | 菊澤隆仁 | 1    | 12   | 3    | 1:39.1 | Nihon Pillow Jupiter  |
| 20/11/1999 | 日本     | 京都   | 泥1800 | OP       | 黃玉錦標         | 58.5 | 菊澤隆仁 | 6    | 9    | 3    | 1:51.9 | 大鐵鈎                |
| 5/12/1999  | 日本     | 小倉   | 泥2400 | GII      | 東海電視冬季錦標 | 57   | 菊澤隆仁 | 1    | 12   | 2    | 2:33.8 | My Turn               |
| 15/12/1999 | 日本     | 浦和   | 泥2000 | 地方GII  | 浦和紀念         | 55   | 菊澤隆仁 | 5    | 9    | 2    | 2:05.4 | Intelli Power         |
| 23/1/2000  | 日本     | 京都   | 泥1800 | GIII     | 平安錦標         | 58   | 河內洋   | 5    | 16   | 5    | 1:30.5 | 大隅航班              |
| 20/2/2000  | 日本     | 東京   | 泥1600 | GI       | 二月錦標         | 57   | 柏兆雷   | 14   | 16   | 1    | 1:35.6 | （金皇冠）            |
| 22/6/2000  | 日本     | 大井   | 泥2000 | 地方GI   | 帝王賞           | 57   | 武豐     | 16   | 16   | 5    | 2:06.3 | 忠心好友              |
| 15/8/2000  | 日本     | 旭川   | 泥2300 | 地方GII  | 育馬者金盃       | 58   | 岡部幸雄 | 2    | 13   | 1    | 2:32.5 | （Narita Homare）     |
| 9/10/2000  | 日本     | 盛岡   | 泥1600 | 地方GI   | 一哩冠軍南部盃   | 56   | 岡部幸雄 | 12   | 14   | 2    | 1:39.0 | Gold Tiara            |
| 23/11/2000 | 日本     | 東京   | 泥2100 | GI       | 日本盃泥地大賽   | 57   | 岡部幸雄 | 6    | 15   | 1    | 2:07.2 | （Sanford City）      |
| 18/2/2001  | 日本     | 東京   | 泥1600 | GI       | 二月錦標         | 57   | 岡部幸雄 | 6    | 16   | 2    | 1:35.8 | 真善美                |
| 16/8/2001  | 日本     | 旭川   | 泥2300 | 地方GII  | 育馬者金盃       | 57   | 岡部幸雄 | 6    | 10   | 1    | 2:29.5 | （Hagino High Grade） |
| 9/10/2001  | 日本     | 盛岡   | 泥1600 | 地方GI   | 一哩冠軍南部盃   | 56   | 岡部幸雄 | 6    | 9    | 5    | 1:38.8 | 愛麗數碼              |
| 21/11/2001 | 日本     | 東京   | 泥2100 | GI       | 日本盃泥地大賽   | 57   | 横山典弘 | 8    | 16   | 2    | 2:07.0 | 大洋船                |
| 29/12/2001 | 日本     | 大井   | 泥2000 | 地方GI   | 東京大賞典       | 56   | 横山典弘 | 15   | 16   | 10   | 2:07.0 | 東寶皇帝              |
| 17/2/2001  | 日本     | 東京   | 泥1600 | GI       | 二月錦標         | 57   | 岡部幸雄 | 7    | 16   | 9    | 1:36.3 | 愛麗數碼              |

a 由2001年開始，日本跟隨國際馬齡顯示標準，以實歲標記馬匹

## 退役後
退役後，飛箭成爲了配種馬，於北海道静内町（今新日高町）靜內Stallion Station休養，在2002年進行配種，配種費爲100萬日圓。
2004年於靜內Stallion Station結束營業後后被轉移到到同町的Arrow Stud。 
2007年繁殖季節結束後，再次被轉移到青森縣的Fore Blue。 
2014年配種馬退役，以功勞馬進行養老生活。
2019年11月21日，因衰老以24歲之齡去世。

## 血統簡介
父系爲美國賽駒Assatis，曾勝出意大利一級賽Gran Premio del Jockey Club。祖父爲美國馬匹Topsider，出自加拿大知名種馬北地舞人系統。
母系Sanyo Arrow，於日本出賽28戰3勝，未曾勝出任何分級賽。外祖父爲日本第三匹三冠馬千明代表。

### 血統表
| 父線：北地舞人系（新北區系）        |                                 |                  |               |
| 種馬 Assatis 1985年（棗色）         | Topsider 1974年（棗色）         | 北地舞人         | 新北區        |
| 種馬 Assatis 1985年（棗色）         | Topsider 1974年（棗色）         | 北地舞人         | Natalma       |
| 種馬 Assatis 1985年（棗色）         | Topsider 1974年（棗色）         | Drumtop          | 圓桌武士      |
| 種馬 Assatis 1985年（棗色）         | Topsider 1974年（棗色）         | Drumtop          | Zonah         |
| 種馬 Assatis 1985年（棗色）         | Secret Asset 1977年（棗色）     | Graustark        | 里博          |
| 種馬 Assatis 1985年（棗色）         | Secret Asset 1977年（棗色）     | Graustark        | Flower Bowl   |
| 種馬 Assatis 1985年（棗色）         | Secret Asset 1977年（棗色）     | Numbered Account | Buckpasser    |
| 種馬 Assatis 1985年（棗色）         | Secret Asset 1977年（棗色）     | Numbered Account | Intriguning   |
| 繁殖雌馬 Sanyo Arrow 1988年（棗色） | 千明代表 1980年（深棗色）       | Tosho Boy        | Tesco Boy     |
| 繁殖雌馬 Sanyo Arrow 1988年（棗色） | 千明代表 1980年（深棗色）       | Tosho Boy        | Social        |
| 繁殖雌馬 Sanyo Arrow 1988年（棗色） | 千明代表 1980年（深棗色）       | C.B.Queen        | Topyo         |
| 繁殖雌馬 Sanyo Arrow 1988年（棗色） | 千明代表 1980年（深棗色）       | C.B.Queen        | Meido         |
| 繁殖雌馬 Sanyo Arrow 1988年（棗色） | Taniichi Power 1981年（深棗色） | Never Beat       | Never Say Die |
| 繁殖雌馬 Sanyo Arrow 1988年（棗色） | Taniichi Power 1981年（深棗色） | Never Beat       | Bride Elect   |
| 繁殖雌馬 Sanyo Arrow 1988年（棗色） | Taniichi Power 1981年（深棗色） | Long Power       | Hindostan     |
| 繁殖雌馬 Sanyo Arrow 1988年（棗色） | Taniichi Power 1981年（深棗色） | Long Power       | Marsh Meadow  |
| 雌系：號族：11-f                    |                                 |                  |               |
| 五代內近親交配：Nasrullah 5×5       |                                 |                  |               |

## 命名由來
名字中，Wing（ウイング）的意思是翅膀，香港以翅膀的作用，引申出「飛」作為翻譯，Arrow（アロー）即是箭矢，繼承自母系Sanyo Arrow之名字。

## 外部連結
- 飛箭 netkeiba.com （页面存档备份，存于）
- 血統表 （页面存档备份，存于）